# Bensotriklorid
Bensotriklorid (C6H5CCl3) är en organisk förening som bildas genom inverkan av klor på kokande toluen. Bensotklorid är en färglös vätska som kokar vid 213 °C. Bensotklorid används för framställning av malakitgrönt.